# Burnin' and Lootin'
Burnin' and Lootin' est une chanson écrite par Bob Marley et publiée sur l'album des Wailers Burnin', sorti en 1973. 

## Présentation
Les paroles de Burnin' and Lootin' abordent une réalité autobiographique de Bob Marley lorsqu'un matin il s'est réveillé littéralement entouré de policiers ayant dressé un cordon de sécurité autour de son quartier de Trenchtown pendant quatre jours, à la suite de violences perpétrées par des jeunes. Il s'agit d'une chanson de protestation politique. Elle poursuit la thématique des brutalités policières de I Shot the Sheriff qui la précède sur l'album, en y ajoutant une dimension générale : elle fait de l'émeute un acte de purification, de rédemption et d'intégrité politique. Bob Marley déclarera en mars 1976, à propos du titre (littéralement « Brûler et piller »), qu'il s'agit de « brûler et piller les illusions des capitalistes et des gens aux gros comptes en banque ».
Bien que parlant de la situation jamaïcaine des années 1970, les paroles de la chanson trouveront un écho important au Royaume-Uni, notamment auprès des jeunes jamaïcains des ghettos et des jeunes Noirs britanniques lors des émeutes anglaises des années 1980 et 1981. 
La chanson est aussi choisie pour le générique d'ouverture du film de Mathieu Kassovitz La Haine, sorti en 1995, qui reprend des images d'archives notamment d'émeutes s'étant déroulées en France.

## Publication
La chanson est la quatrième de l'album Burnin' (album) et lui a également donné son nom. Elle est aussi présente sur les albums de Bob Marley et des Wailers suivants :
- Live!
- Rastaman Vibration
- Live at the Apollo Theatre
- Oakland California '79
- Live at the Roxy
- Easy Skanking in Boston 78

Les artistes suivants l'ont reprise :
- Benjie Porecki
- Brent Berry
- International Reggae All Stars
- Island Head
- Rev. Sekou
- Western Promise
- Yannick Noah